# James Parks
James Jean Parks (* 16. November 1968 in Ventura County, Kalifornien) ist ein US-amerikanischer Schauspieler.

## Leben und Karriere
James Parks wurde als Sohn des Schauspielers Michael Parks geboren. 
Parks begann seine Karriere 1988 als Produktionsberater bei Robert Redfords Filmkomödie Milagro – Der Krieg im Bohnenfeld. 1990 und 1991 spielte er in zwei US-Fernsehfilmen, die in der deutschen Bearbeitung beide mit Blinder Hass betitelt wurden, inhaltlich jedoch nichts miteinander zu tun hatten. In David Lynchs auf dessen gleichnamiger Fernsehserie basierenden Mysteryfilm Twin Peaks – Der Film hatte er 1992 sein Spielfilmdebüt in einer kleinen Nebenrolle. Ab Mitte der 1990er-Jahre war er Gaststar in vielen erfolgreichen Serienformaten wie Star Trek: Raumschiff Voyager, Babylon 5 und Walker, Texas Ranger. In From Dusk Till Dawn 2 – Texas Blood Money spielte er erstmals die Rolle des Deputy Edgar McGraw, den Sohn des von seinem Vater erstmals in Robert Rodriguez’ From Dusk Till Dawn dargestellten Texas Ranger Earl McGraw. Es folgten weitere Auftritte in derselben Rolle in Quentin Tarantinos Kill Bill: Vol. 1 und Death Proof – Todsicher sowie in Robert Rodriguez’ Machete.

## Filmografie (Auswahl)
- 1992: Twin Peaks – Der Film (Twin Peaks: Fire Walk with Me)
- 1995: Space 2063 (Space: Above and Beyond, Fernsehserie, eine Folge)
- 1996: Star Trek: Raumschiff Voyager (Star Trek: Voyager, Fernsehserie, eine Folge)
- 1996: Der Sentinel – Im Auge des Jägers (The Sentinel, Fernsehserie, eine Folge)
- 1996: Babylon 5 (Spacecenter Babylon 5, Fernsehserie, eine Folge)
- 1997–1998: Profiler (Fernsehserie, 2 Folgen)
- 1998–1999: JAG – Im Auftrag der Ehre (JAG, Fernsehserie, 2 Folgen)
- 1998: Buffy – Im Bann der Dämonen (Buffy the Vampire Slayer, Fernsehserie, eine Folge)
- 1999: Walker, Texas Ranger (Fernsehserie, eine Folge)
- 1999: From Dusk Till Dawn 2 – Texas Blood Money (From Dusk Till Dawn 2: Texas Blood Money)
- 2000: Nash Bridges (Fernsehserie, eine Folge)
- 2001: The District – Einsatz in Washington (The District, Fernsehserie, eine Folge)
- 2002: Akte X – Die unheimlichen Fälle des FBI (The X Files, Fernsehserie, eine Folge)
- 2003: Kill Bill – Volume 1 (Kill Bill: Vol. 1)
- 2003: Stargate – Kommando SG-1  (Stargate SG-1, Fernsehserie, eine Folge)
- 2004: Deadwood (Fernsehserie, eine Folge)
- 2005: Nemesis – Der Angriff (Threshold, Fernsehserie, eine Folge)
- 2005: House of the Dead II (House of the Dead 2)
- 2005: Numbers – Die Logik des Verbrechens (Numb3rs, Fernsehserie, eine Folge)
- 2006: Bones – Die Knochenjägerin (Bones, Fernsehserie, eine Folge)
- 2006: CSI: Den Tätern auf der Spur (CSI: Crime Scene Investigation, Fernsehserie, eine Folge)
- 2007: Death Proof – Todsicher (Death Proof)
- 2007: Jericho – Der Anschlag (Jericho, Fernsehserie, eine Folge)
- 2007: 24 (Fernsehserie, eine Folge)
- 2003: Star Trek: Enterprise (Enterprise, Fernsehserie, eine Folge)
- 2008: Navy CIS (NCIS, Fernsehserie, eine Folge)
- 2008–2011: True Blood (Fernsehserie, 4 Folgen)
- 2010: Machete
- 2010: Rubber
- 2011: Red State
- 2012: Django Unchained
- 2014: Junikäfer, flieg (Child of Grace)
- 2015: 3 Minutes (The Elevator: Three Minutes Can Change Your Life)
- 2015: The Hateful Eight
- 2019: The Walking Dead (Fernsehserie, 2 Folgen)